# Kathakali

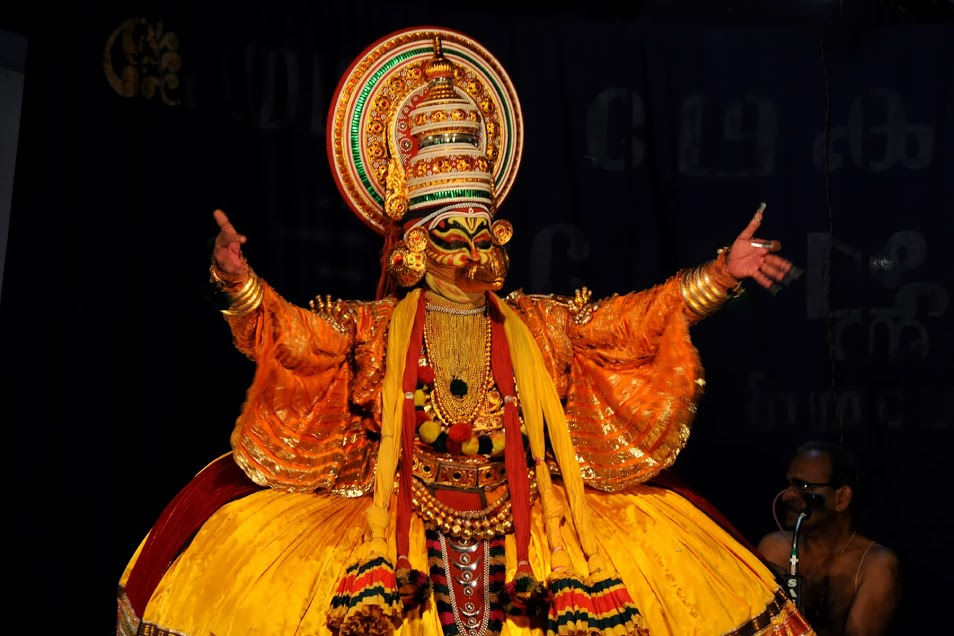

Kathakali este o formă de teatru răspândită în India. Spectacolele povestesc întâmplări extrase din marile epopei indiene Ramayana și Mahabharata. Actorii sunt numai bărbați și poartă costume strident colorate. Au fața machiată, astfel încât să semene cu o mască. Expresiile și gesturile lor au fost stabilite prin reguli străvechi.